# 야마다 아키요시
야마다 아키요시(일본어: 山田顕義, 1844년 11월 18일 ~ 1892년 11월 11일)는 조슈 번사, 일본 제국의 정치인, 육군 군인이다. 육군 중장까지 올랐으며, 내각에서 공부경(工部卿), 내무경, 사법경, 제1차 이토 내각 ~ 제1차 마쓰카타 내각의 사법대신을 지냈다.

## 학력
- 도쿄 대학 정치경제학 학사

## 생애
메이지 시대의 군인으로서 유신시절 메이지 정부에 기여함과 동시에, 근대 일본의 법전 편찬의 임무를 맡았으며, 니혼 대학(日本大学)과 고쿠가쿠인 대학(國學院大學)의 설립에 관여하였다.